# بيتر نيكلسون
بيتر نيكلسون (بالإنجليزية: Peter Nicholson)‏ هو كاريكاتيري أسترالي، ولد في 1946.

## معرض صور

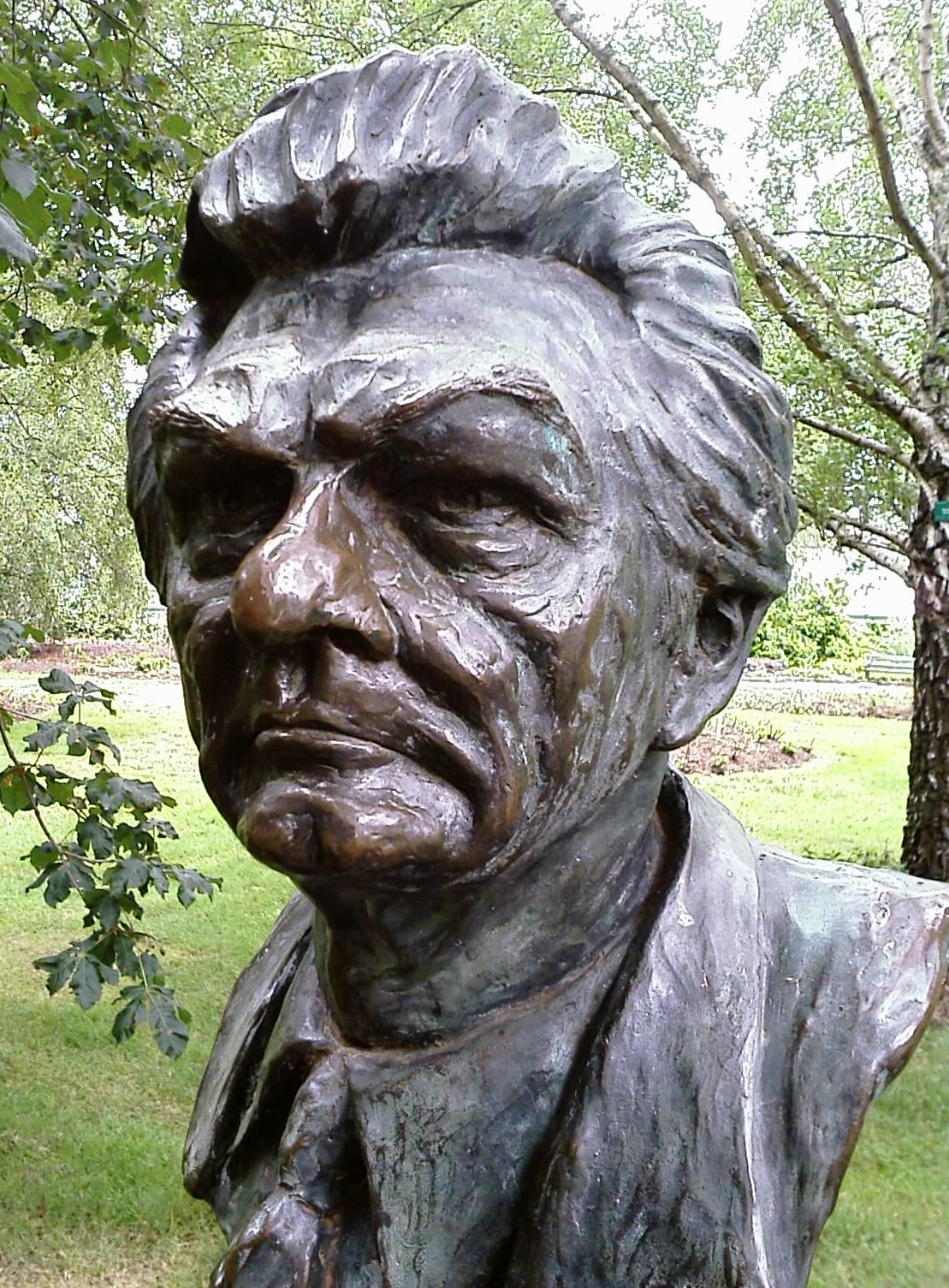
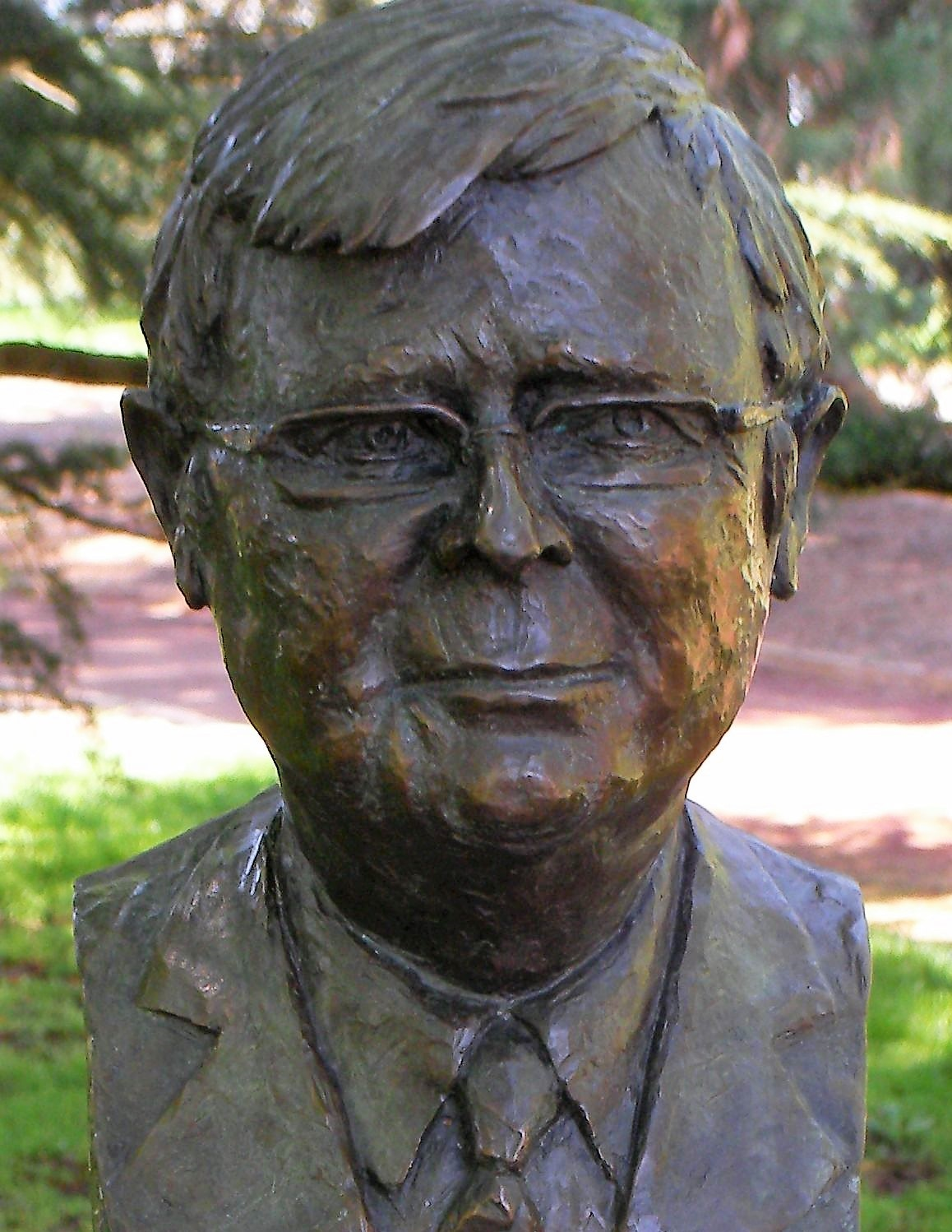
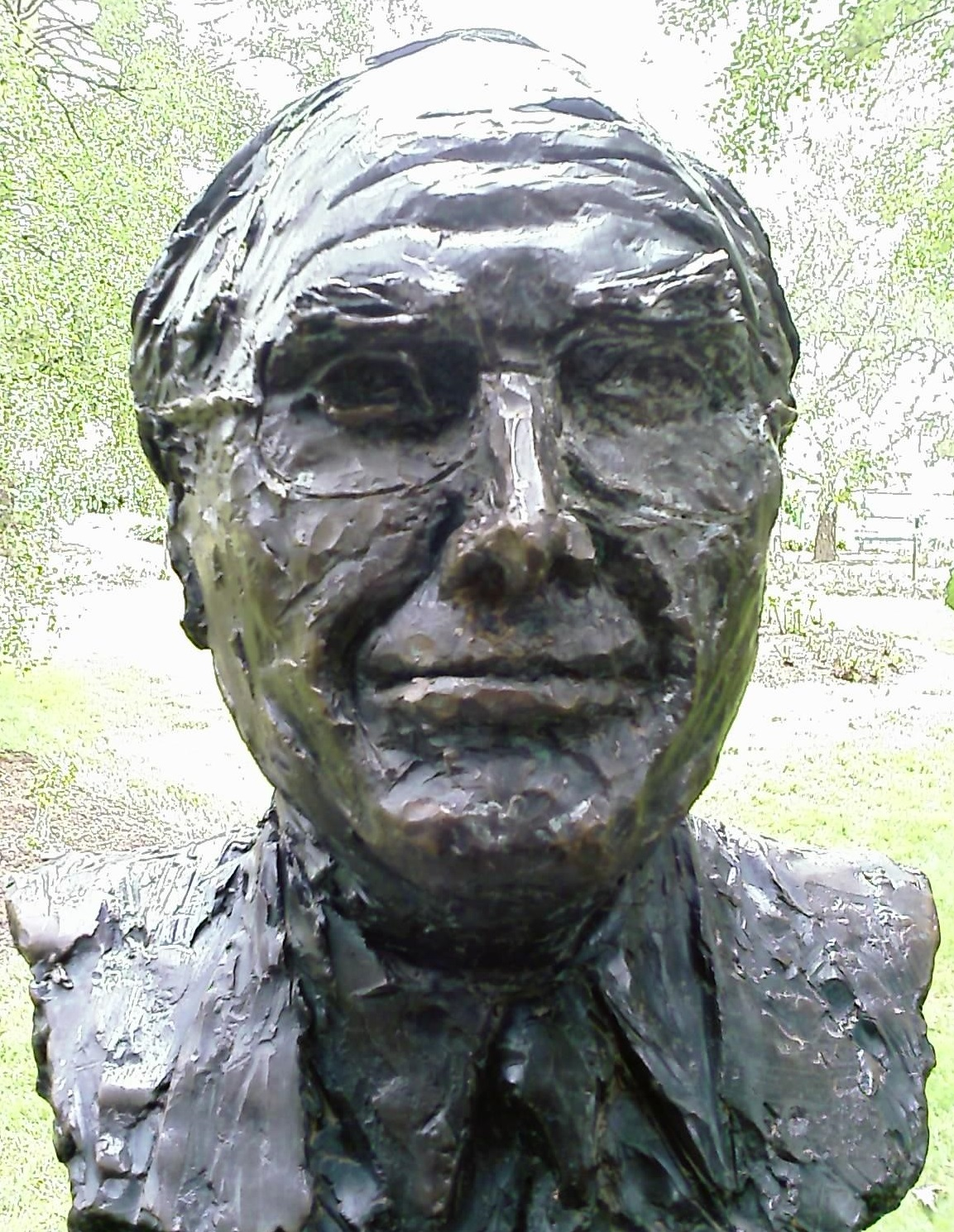
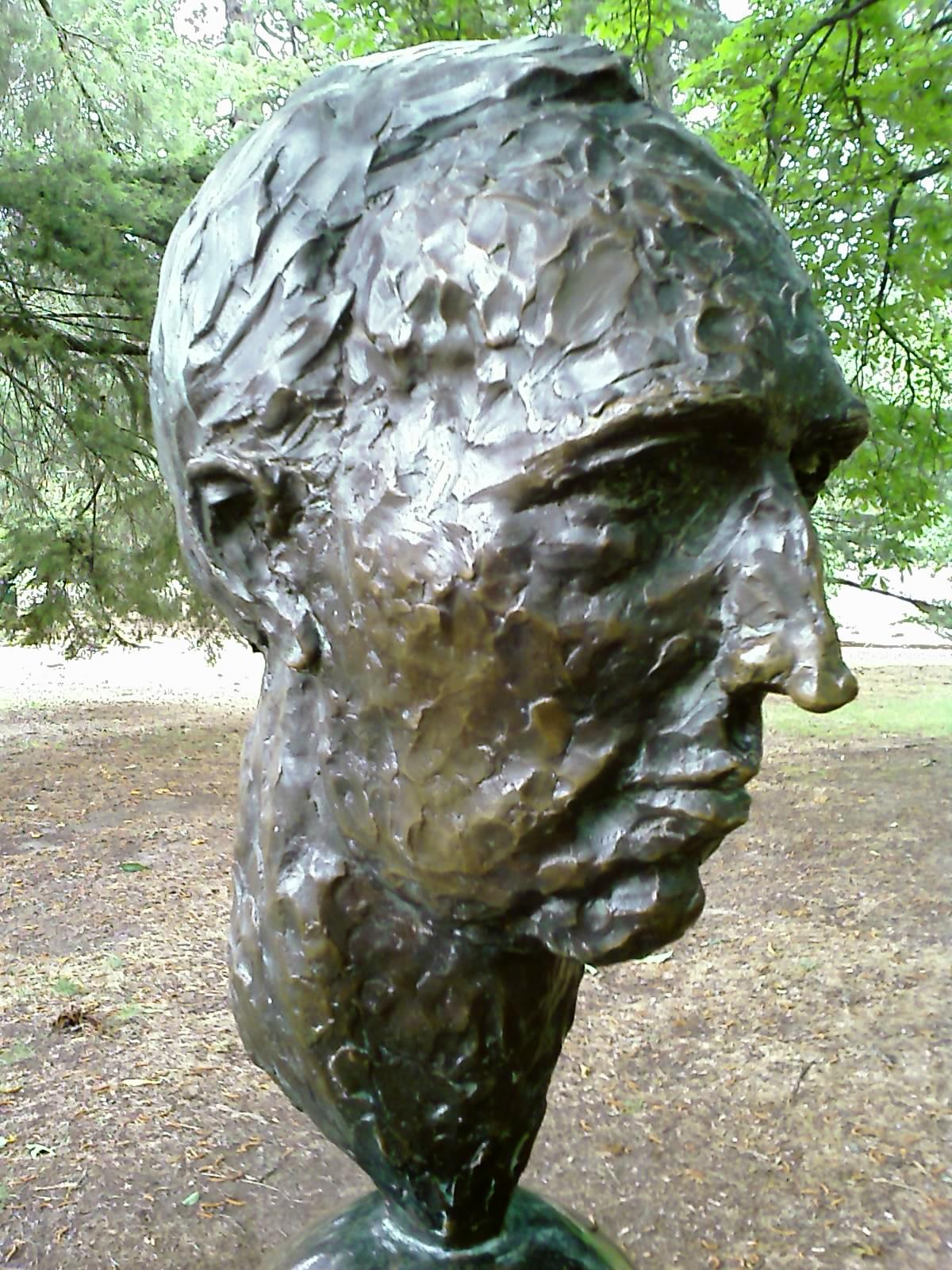
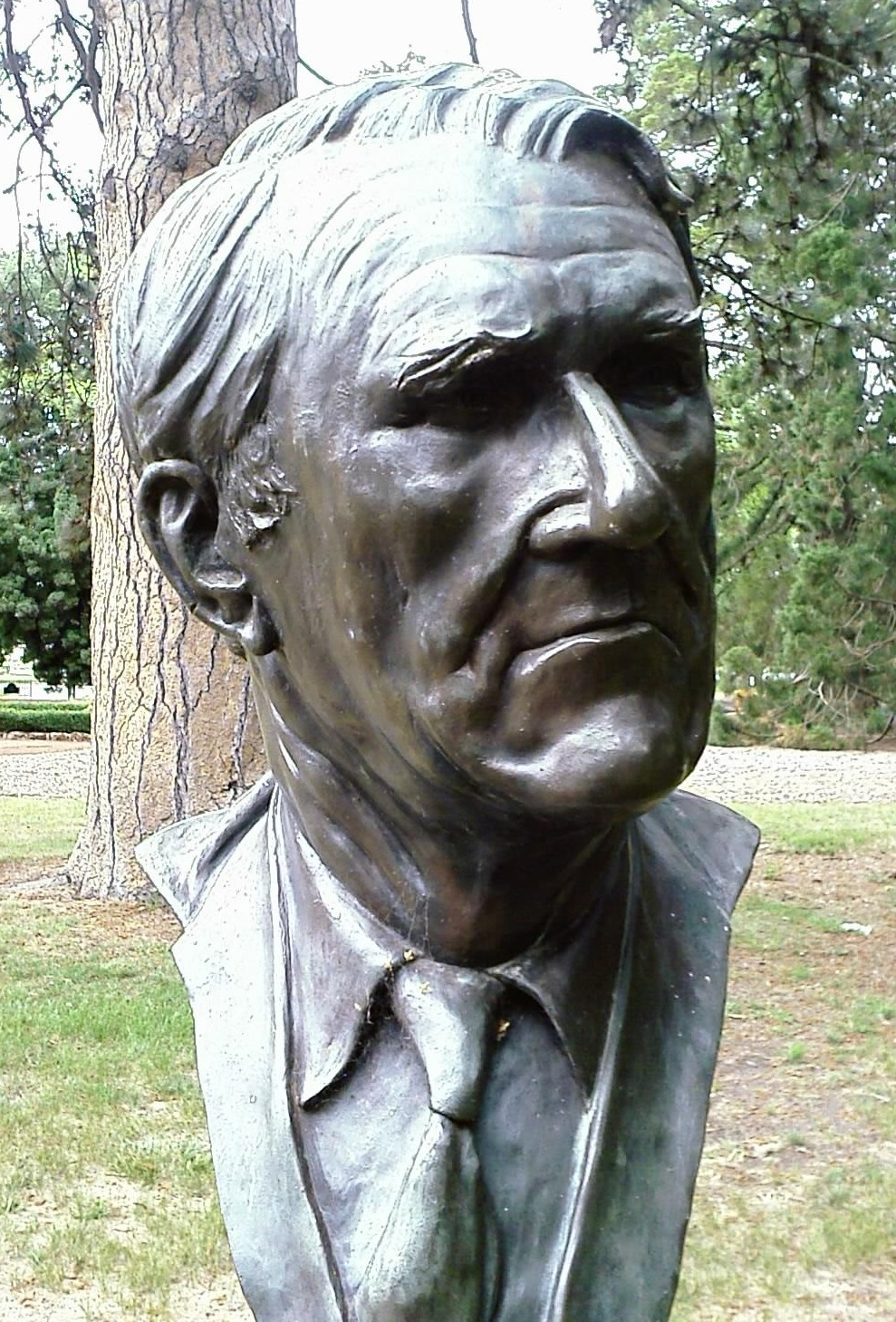